# Železničar Maribor

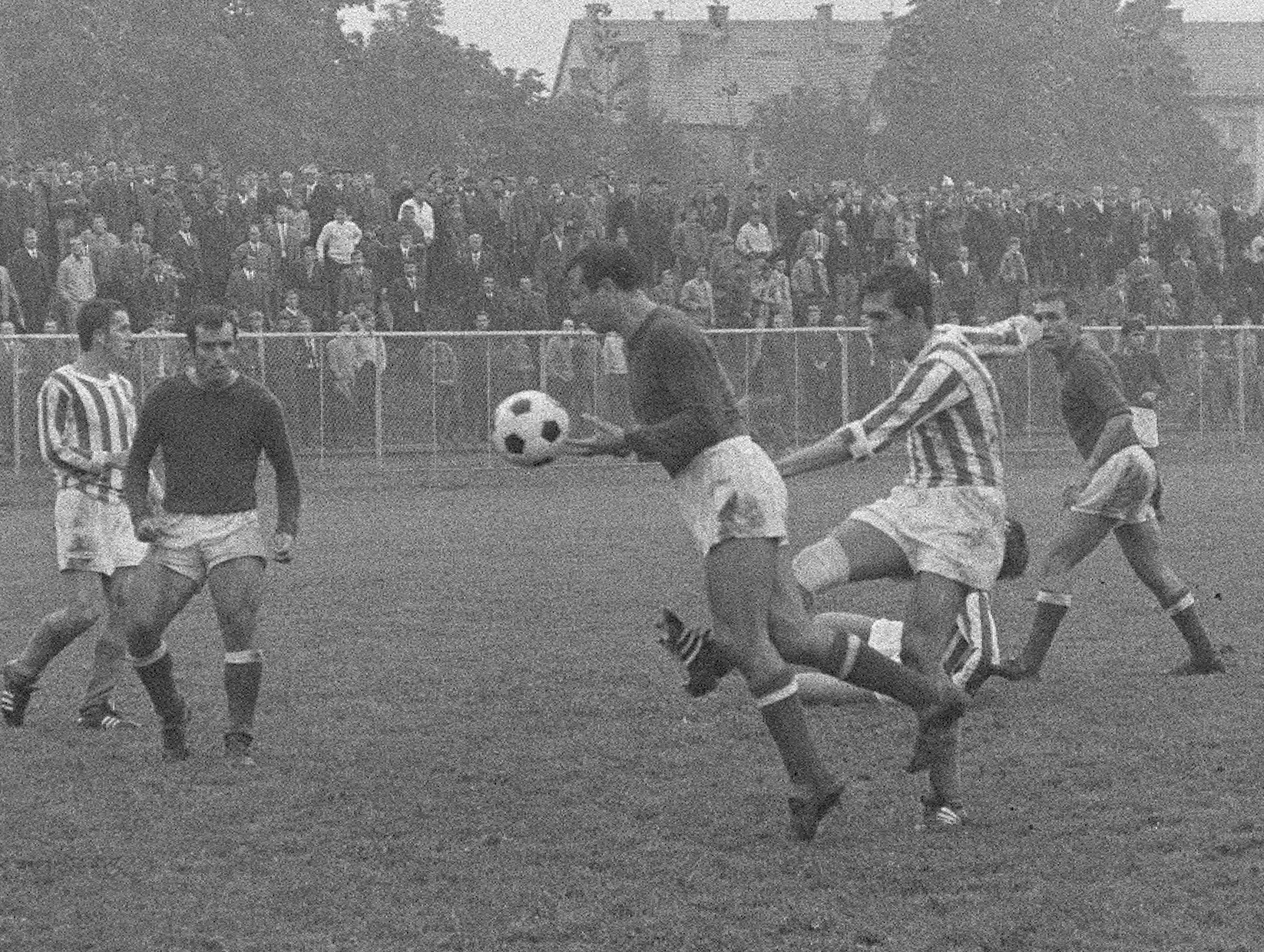
NK Železničar Maribor vs HNK Šibenik en la Segunda Liga de Yugoslavia de 1969.

El Železničar Maribor fue un equipo de fútbol de Eslovenia que jugó en la Prva SNL, la primera división de fútbol en el país.

## Historia
Fue fundado en el año 1927 en la ciudad de Maribor como la sección de fútbol del SK Železničar, el club deportivo de empleados ferroviarios. El 7 de agosto de ese año juega su primer partido y fue una  victoria de 5-1 ante el SK Merkur. Al año siguiente se une a los torneos de la República Socialista de Eslovenia y a partir de ahí sostiene una rivalidad con el I. SSK Maribor, el otro equipo importante de la ciudad.
En 1937 gana su primer campeonato y juega por primera vez en la Primera Liga de Yugoslavia, perdiendo la final contra el SAŠK Sarajevo. Fue campeón de Eslovenia tres años después venciendo al I. SSK Maribor 2-1 en la final y desaparece al año siguiente a causa de la Segunda Guerra Mundial.
El club es refundado en 1945 como SFD Želesničar y se convirtió en uno de los mejores equipos de la República Socialista de Eslovenia. En 1955 cambia su nombre por el de ZNK Maribor y dos años después gana su primera Copa de la República de Eslovenia. En 1960 regresa a la Liga de la República de Eslovenia y dos años más tarde gana la Copa de la República de Eslovenia por segunda ocasión.
En 1962 regresa a su nombre original y en la temporada 1968/69 gana la Liga de la República de Eslovenia, logrando la clasificación a la Segunda Liga de Yugoslavia por primera vez, liga en la que jugó en tres ocasiones. En 1973 gana de nuevo la liga de la república pero no logra clasificar a la segunda categoría nacional. En 1981 le es ofrecida una plaza en la Segunda Liga de Yugoslavia pero el club rechazó la propuesta por falta de dinero. Posteriormente el equipo pasa por una serie de descensos que lo llevan a las ligas regionales en 1987, donde se mantuvo hasta la disolución de Yugoslavia y la independencia de Eslovenia en 1991.
En 1991 se convierte en uno de los equipos fundadores de la 2. SNL, la segunda división de Eslovenia tras la independencia, obteniendo en título de campeón y logrando el ascenso a la Prva SNL por primera vez. En la temporada 1992/93 juega por primera y única vez en la primera división nacional ya que terminó en el lugar 17 y descendió de nuevo a la 2. SNL. En 1996 se ganó el derecho de regresar a la Prva SNL pero rechazó el ascenso; también estuvo a punto de ascender en la temporada 1997/98 pero pierde la serie de playoff contra el NK Beltinci y al año siguiente se quedó a un punto del ascenso.
Al iniciar el siglo XXI el club experimentó serios problemas financieros que lo llevaron a varios descensos con el paso de los años, iniciando en 2003 con el descenso de la 2. SNL y en 2007 desciende por no tener la licencia de competición de la tercera categoría y de la cuarta categoría en 2008 y desciende de la quinta división en 2014 hasta que desaparece en 2018.

## Palmarés

### Yugoslavia
- Slovenian Republic League/Yugoslav Third League: 4

1936–37, 1939–40, 1968–69, 1972–73
- Slovenian Republic Cup: 2

1957, 1960

### Eslovenia
- Slovenian Second League: 1

1991–92

## Temporadas

### Yugoslavia
| Temporada | Liga                                      | Pos.              |
| --------- | ----------------------------------------- | ----------------- |
| 1927–28   | Slovenian League                          | 4.º Grupo Maribor |
| 1928–29   | Slovenian League                          | 3.º Grupo Maribor |
| 1929–30   | Slovenian League                          | 3.º Grupo Maribor |
| 1930–31   | Slovenian League                          | 2.º Grupo Maribor |
| 1931–32   | Slovenian League                          | 4                 |
| 1932–33   | Slovenian League                          | 3.º               |
| 1933–34   | Slovenian League                          | 2.º               |
| 1934–35   | Slovenian League                          | 2.º               |
| 1935–36   | Slovenian League                          | 2.º               |
| 1936–37   | Slovenian League                          | 1.º               |
| 1937–38   | Slovenian League                          | 2.º               |
| 1938–39   | Slovenian League                          | Cuartos de final  |
| 1939–40   | Slovenian League                          | 1.º               |
| 1940–41   | Slovenian League                          | 2.º               |
| 1941–45   | World War II                              | World War II      |
| 1946      | Slovenian Republic League                 | 2.º               |
| 1946–47   | Slovenian Republic League                 | 6.º               |
| 1947–48   | Slovenian Republic League                 | 3.º               |
| 1948–49   | Slovenian Republic League                 | 5.º               |
| 1950      | Slovenian Republic League                 | 6.º               |
| 1951      | Slovenian Republic League                 | 6.º               |
| 1952      | Slovenian Republic League                 | 7.º               |
| 1952–53   | Slovenian Republic League                 | 2.º Grupo Este    |
| 1953–54   | Slovenian Republic League                 | 1.º Grupo Este    |
| 1954–55   | Liga Esloveno-Croata                      | 10.º              |
| 1955–56   | Liga Maribor-Varaždin-Celje               | 5.º               |
| 1956–57   | Liga Maribor-Varaždin-Celje               | 4.º               |
| 1957–58   | Liga Maribor-Varaždin-Celje               | 3.º               |
| 1958–59   | Slovenian Republic League                 | 4.º               |
| 1959–60   | Slovenian Republic League                 | 3.º               |
| 1960–61*  | Slovenian Republic League Liga de Maribor | 1.º 6.º.          |
| 1961–62   | Liga de Maribor                           | 1.º               |
| 1962–63   | Slovenian Republic League                 | 7.º               |
| 1963–64   | Slovenian Republic League                 | 11.º              |
| 1964–65   | Slovenian Republic League                 | 3.º               |
| 1965–66   | Slovenian Republic League                 | 6.º               |
| 1966–67   | Slovenian Republic League                 | 3.º               |
| 1967–68   | Slovenian Republic League                 | 8.º               |
| 1968–69   | Slovenian Republic League                 | 1.º               |
| 1969–70   | Yugoslav Second League (West)             | 7.º               |
| 1970–71   | Yugoslav Second League (West)             | 11.º              |
| 1971–72   | Yugoslav Second League (West)             | 18.º              |
| 1972–73   | Slovenian Republic League                 | 1.º               |
| 1973–74   | Slovenian Republic League                 | 4.º               |
| 1974–75   | Slovenian Republic League                 | 10.º              |
| 1975–76   | Slovenian Republic League                 | 4.º               |
| 1976–77   | Slovenian Republic League                 | 11.º              |
| 1977–78   | Slovenian Republic League                 | 9.º               |
| 1978–79   | Slovenian Republic League                 | 6.º               |
| 1979–80   | Slovenian Republic League                 | 4.º               |
| 1980–81   | Slovenian Republic League                 | 4.º               |
| 1981–82   | Slovenian Republic League                 | 7.º               |
| 1982–83   | Slovenian Republic League                 | 10.º              |
| 1983–84   | Slovenian Republic League                 | 6.º               |
| 1984–85   | Slovenian Republic League                 | 7.º               |
| 1985–86   | Slovenian Republic League                 | 11.º              |
| 1986–87   | Slovenian Republic League                 | 13.º              |
| 1987–88   | Liga Regional de Eslovenia Este           | 7                 |
| 1988–89   | Liga Regional de Eslovenia Este           | 6.º               |
| 1989–90   | Liga Regional de Eslovenia Este           | 4.º               |
| 1990–91   | Liga Regional de Eslovenia Este           | 3.º               |

### Eslovenia
| Temporada | Liga           | Pos.                   | Pts                    | J                      | G                      | E                      | P                      | GF                     | GC                     | Copa                   |
| --------- | -------------- | ---------------------- | ---------------------- | ---------------------- | ---------------------- | ---------------------- | ---------------------- | ---------------------- | ---------------------- | ---------------------- |
| 1991–92   | 2. SNL         | 1.º                    | 36                     | 26                     | 14                     | 8                      | 4                      | 38                     | 19                     | 1/64                   |
| 1992–93   | 1. SNL         | 17.º                   | 20                     | 34                     | 6                      | 8                      | 20                     | 30                     | 62                     | 1.ª Ronda              |
| 1993–94   | 2. SNL         | 13.º                   | 24 (−1)                | 30                     | 10                     | 5                      | 15                     | 36                     | 50                     | 1.ª Ronda              |
| 1994–95   | 2. SNL         | 10.º                   | 31                     | 30                     | 13                     | 5                      | 12                     | 43                     | 47                     | x                      |
| 1995–96   | 2. SNL         | 5.º                    | 44                     | 29                     | 13                     | 5                      | 11                     | 51                     | 47                     | 1.ª Ronda              |
| 1996–97   | 2. SNL         | 9.º                    | 37                     | 29                     | 10                     | 7                      | 12                     | 37                     | 33                     | 1/16                   |
| 1997–98   | 2. SNL         | 4.º                    | 51                     | 30                     | 14                     | 9                      | 7                      | 52                     | 39                     | 1/16                   |
| 1998–99   | 2. SNL         | 3.º                    | 54                     | 30                     | 15                     | 9                      | 6                      | 58                     | 30                     | x                      |
| 1999–2000 | 2. SNL         | 5.º                    | 53                     | 30                     | 16                     | 5                      | 9                      | 47                     | 32                     | 1/16                   |
| 2000–01   | 2. SNL         | 10.º                   | 37                     | 29                     | 10                     | 7                      | 12                     | 40                     | 49                     | 1/16                   |
| 2001–02   | 2. SNL         | 10.º                   | 39                     | 30                     | 11                     | 6                      | 13                     | 37                     | 44                     | 1/4                    |
| 2002–03   | 2. SNL         | 16.º                   | 18                     | 30                     | 4                      | 6                      | 20                     | 23                     | 69                     | 1/16                   |
| 2003–04   | 3. SNL         | 5.º                    | 43                     | 26                     | 13                     | 4                      | 9                      | 60                     | 41                     | 1.ª Ronda              |
| 2004–05   | 3. SNL         | 11.º                   | 30                     | 26                     | 8                      | 6                      | 12                     | 35                     | 45                     | 2.ª Ronda              |
| 2005–06   | 3. SNL         | 11.º                   | 25                     | 26                     | 6                      | 7                      | 13                     | 31                     | 51                     | x                      |
| 2006–07   | 3. SNL         | 12.º                   | 29                     | 26                     | 9                      | 2                      | 15                     | 32                     | 50                     | x                      |
| 2007–08   | Styrian League | 13.º                   | 21                     | 26                     | 7                      | 0                      | 19                     | 38                     | 87                     | x                      |
| 2008–09   | 1. MNZ         | 3.º                    | 45                     | 26                     | 13                     | 6                      | 7                      | 60                     | 38                     | x                      |
| 2009–10   | 1. MNZ         | 2.º                    | 55                     | 26                     | 17                     | 4                      | 5                      | 90                     | 26                     | 1.ª Ronda              |
| 2010–11   | 1. MNZ         | 11.º                   | 30                     | 26                     | 9                      | 3                      | 14                     | 44                     | 61                     | x                      |
| 2011–12   | 1. MNZ         | 4.º                    | 41 (−2)                | 26                     | 14                     | 1                      | 11                     | 64                     | 50                     | x                      |
| 2012–13   | 1. MNZ         | 7.º                    | 40                     | 26                     | 12                     | 4                      | 10                     | 61                     | 63                     | x                      |
| 2013–14   | 1. MNZ         | 14.º                   | 10                     | 26                     | 2                      | 4                      | 20                     | 23                     | 102                    | x                      |
| 2014–15   | 2. MNZ         | 2.º                    | 49                     | 24                     | 15                     | 4                      | 5                      | 70                     | 31                     | x                      |
| 2015–16   | 3. MNZ         | 2.º                    | 39                     | 16                     | 13                     | 0                      | 3                      | 67                     | 15                     | x                      |
| 2016–17   | 2. MNZ         | Abandonó la temporada. | Abandonó la temporada. | Abandonó la temporada. | Abandonó la temporada. | Abandonó la temporada. | Abandonó la temporada. | Abandonó la temporada. | Abandonó la temporada. | Abandonó la temporada. |
| Total     | 1. SNL         | 0 Títulos              | 20                     | 34                     | 6                      | 8                      | 20                     | 30                     | 62                     | 0 Copas                |

*x = No clasificó

## Jugadores

### Jugadores destacados
| - Milan Arnejčič - Marko Barun - Peter Breznik - Primož Brumen - Elvedin Džinič - Peter Franci - Gorazd Gorinšek - Branko Horjak - Amir Karič - Jože Karmel - Vladimir Kokol - Rok Kronaveter | - Matej Miljatovič - Tomaž Murko - Ante Šimundža - Žikica Vuksanovič - Boštjan Žnuderl - Dejvi Pavlin - Slobodan Pejić - Damir Pekič - Esad Pirc - Iztok Pipenbaher - Miha Pitamic - Uroš Peršon | - Renato Kotnik - Peter Plošnik - Leopold Polegek - Dejan Purišič - Matej Šnofl - Duško Vickovič - Tomaž Vršič - Suad Filekovič - Dejan Germič - Liridon Osmanaj - Milko Gjurovski - Nebojša Vučićević |